# Valle d'Aosta Jambon de Bosses
Vallée d'Aoste Jambon de Bosses (DOP) (pron. fr. AFI: [valedɔst ʒɑ̃bɔ̃ də bɔs]) è un prosciutto di montagna a Denominazione di origine protetta, stagionato in quota, prodotto in quantità limitata a Saint-Rhémy-en-Bosses, nella valle del Gran San Bernardo ai piedi dell'omonimo colle, in Valle d'Aosta.

## Storia
La Valle del Gran San Bernardo, sin dal Medioevo una tra le vie di transito più praticate dell'Europa occidentale (via Francigena) nonché centro di traffici commerciali, fu depredata dai Saraceni, ragion per cui una comunità di canonici agostiniani decise di edificare una chiesa e un ospizio dove accogliere i passanti, dare loro cibo ed alloggio e soccorrerli in caso di necessità.
Ben presto i signori più potenti, i vescovi e i papi si accorsero dell'importanza dell'opera di assistenza offerta dagli Agostiniani concedendo loro grandi benefici fiscali ed economici; anche il popolo iniziò a ricompensare i monaci per il loro operato con donazioni di beni tra cui già figura lo Jambon de Bosses.
Altre numerose testimonianze, tratte dai registri inventariali di vendita o scambio di tybias porci risalenti al XIV secolo, confermano la presenza dello Jambon de Bosses fin dall'antichità. Una produzione, quella del Vallée d'Aoste Jambon de Bosses DOP, arrivata fino a noi senza sostanziali varianti grazie alla passione della piccola comunità di Saint-Rhémy-en-Bosses desiderosa di mantenere questa lunga tradizione secondo i propri più rigorosi canoni conservando le peculiarità di questa antica ma sempre attuale prelibatezza.

## Materia prima
Per la produzione del Vallée d'Aoste Jambon de Bosses DOP si possono usare solamente cosce di suino di razza pregiata (suino pesante italiano) proveniente da allevamenti situati nel territorio delle regioni Valle d'Aosta, Piemonte, Lombardia, Veneto ed Emilia-Romagna. I suini nati, allevati e macellati nelle suddette regioni sono conformi alle prescrizioni già stabilite a livello nazionale per la materia prima del prosciutto di Parma DOP e San Daniele DOP e alimentati negli ultimi due mesi con sostanze ad alto contenuto proteico, con esclusione di mangimi concentrati. Gli allevamenti devono attenersi alle prescrizioni per quanto concerne razze, alimentazione e metodologia di allevamento. I suini devono essere di peso non inferiore ai 160 kg e di età non inferiore ai nove mesi.

## Preparazione della coscia
La coscia di suino, attentamente scelta tra carni di elevatissima qualità, viene salata a secco, con aggiunta di aromi naturali: pepe macinato e in grani, salvia, rosmarino, aglio, ginepro, timo, alloro e erbe autoctone.
Qualsiasi tipo di additivo, compreso il salnitro, è espressamente vietato dalle Norme relative alla tutela della denominazione di origine del Vallée d'Aoste Jambon de Bosses DOP.

## Maturazione della coscia
Nei venti giorni successivi la salatura, la coscia viene massaggiata per favorire la fuoriuscita di siero e sangue. La maturazione si svolge in ambienti igienicamente controllati, in grado di simulare l'ambiente che nel passato era caratteristico dei luoghi di maturazione: le cantine umide e i fienili.
Dopo tale periodo la coscia viene lavata e asciugata, la testa del femore e le superfici esposte vengono ricoperte con abbondante pepe macinato grossolanamente per evitare l'ossidazione ed infine viene messa a stagionare.

## Periodo di stagionatura
Il periodo di stagionatura si sviluppa da un minimo di 12 mesi sino a 30 mesi in luogo fresco in grado di riprodurre l'ambiente dei rascard, tipiche costruzioni in legno delle case rurali, che conservavano anche i fieni o delle camere del prosciutto. In particolare queste ultime, presenti in ogni baita, erano esposte a Nord e rivestite di legno ad evitare bruschi sbalzi di temperatura.

## Area di produzione
Comune di Saint-Rhémy-en-Bosses in Valle d'Aosta, ad una altitudine attorno ai 1600 m s.l.m.

## Caratteristiche organolettiche e fisiche
Vallée d'Aoste Jambon de Bosses DOP ha un profumo di carne stagionata delicato e aromatico. Il sapore è sapido con punta di dolce e sottofondo aromatico, con una delicata venatura di fieni e di selvatico. Il grasso si ammorbidisce già a 16-18 gradi.
La forma è naturale semi-pressata con legatura a mezzo di corda nella parte superiore del gambo, il peso non può essere inferiore a 7 kg.
L'aspetto esterno è di colore giallo paglierino con superficie liscia della cute nella parte esterna della coscia, leggermente pieghettata nella parte interna della coscia. Il gambetto deve essere piegato di almeno 30 gradi.
Al taglio, il Vallée d'Aoste Jambon de Bosses DOP presenta massa muscolare compatta e soda di colore rosso vinoso con fibra consistente, il lardo è sodo e brillante con sfumatura rosa nella parte più esterna.

## La qualità certificata
Tra le numerose qualità che hanno permesso al Vallée d'Aoste Jambon de Bosses di ottenere la Denominazione di origine protetta troviamo da un lato l'ambiente con un microclima particolare dall'altro l'abilità degli uomini, la produzione artigianale e la tecnica tramandata nei secoli e alla quale la comunità è ancora profondamente legata.
Questo marchio, che si definisce nell'assoluta identificazione del prodotto, prevede una serie di controlli costanti e altre piccole attenzioni uniche nel loro genere quali ad esempio la stagionatura su letto di fieni cambiato con frequenza regolare.
Riconosciuta dalla Comunità Europea con Reg. CE n° 1263 del luglio 1996 e garantita dal Ministero delle Risorse Agricole e Forestali, la DOP attesta la conformità di tutta la filiera produttiva ai parametri previsti dal disciplinare di produzione, assicurando la massima qualità ai consumatori e, al tempo stesso, tutelando il Vallée d'Aoste Jambon de Bosses DOP dalle imitazioni.
Il metodo di lavoro è antico e sempre uguale, mantiene inalterate le virtù di questo prosciutto crudo unico nel suo genere e raro essendo la produzione limitatissima, meno di 3000 cosce all'anno.

## Dove assaggiarlo
Il Comitato per la Promozione e Valorizzazione del Vallée d'Aoste Jambon de Bosses DOP, partecipa ad alcune manifestazioni per far conoscere le caratteristiche del prodotto. 
A Saint-Rhémy-en-Bosses in luglio si tiene la Sagra del Vallée d'Aoste Jambon de Bosses DOP mentre il 13 agosto si svolge Percorso in Rosso, un filo conduttore tra le eccellenze eno-gastronomiche della Valle d'Aosta. A dicembre al Castello di Bosses si organizza "Il Re è Crudo" una serie di serate di degustazione con verticali e orizzontali di prosciutto. Nel periodo autunnale invece l'appuntamento è al Marché au Fort al forte di Bard.